# Neptunism
Neptunism var förr en vetenskaplig teori som hävdade att alla bergarter är sedimentära och således avlagringar från oceanernas vatten.
Neptunism utvecklades under senare hälften av 1700-talet av Abraham Gottlob Werner som var lärare vid bergsakademin i Freiberg. Den motsatta teorin kallas plutonism (ibland: vulkanism). Werner påstod att vulkanernas orsak var brinnande kollager under jordskorpan.
Kända förfäktare av Werners teori var Johan Gottschalk Wallerius, Torbern Bergman, Novalis och Johann Wolfgang von Goethe. De kallades därför neptunister. En annan neptunist, Alexander von Humboldt, bytte efter egna forskningar till plutonisternas sida. Detsamma gjorde Leopold von Buch.